# Ханнес Хювенен
Ханнес Хювенен (фін. Hannes Hyvönen; 29 серпня 1975, м. Оулу, Фінляндія) — фінський хокеїст, правий нападник. 
Вихованецьк хокейної школи «Кярпят» (Оулу). Виступав за «Кярпят» (Оулу), ТПС (Турку), «Еспоо Блюз», ГІФК (Гельсінкі), «Сан-Хосе Шаркс», «Клівленд Беронс» (АХЛ), «Колумбус Блю-Джекетс», «Фер'єстад Карлстад», «Ільвес» (Тампере), «Йокеріт» (Гельсінки), «Фрібур-Готтерон», ХК «Седертельє», «Динамо» (Мінськ), «Рапперсвіль», «Ак Барс» (Казань), «Трактор» (Челябінськ).
В чемпіонатах НХЛ — 42 матчі (4 голи, 5 передач).
У складі національної збірної Фінляндії учасник чемпіонатів світу 2008 і 2009.
Досягнення
- Бронзовий призер чемпіонату світу (2008)
- Чемпіон Фінляндії (1995, 2007, 2008), срібний призер (1997)
- Срібний призер чемпіонату Швеції (2003, 2004)
- Чемпіон Євроліги (1997)
- Володар Суперкубка Європи (1997)
- Володар Кубка Шпенглера (2009)
- Володар Кубка Гагаріна (2010).